# Raymond III de Tripoli
Pour les articles homonymes, voir Raymond III.
Raymond III de Tripoli (vers 1140 † 1187) est un comte de Tripoli de 1152 à 1187, un prince de Galilée de 1174 à 1187 et fils de Raymond II, comte de Tripoli, et d'Hodierne de Jérusalem.

## Biographie

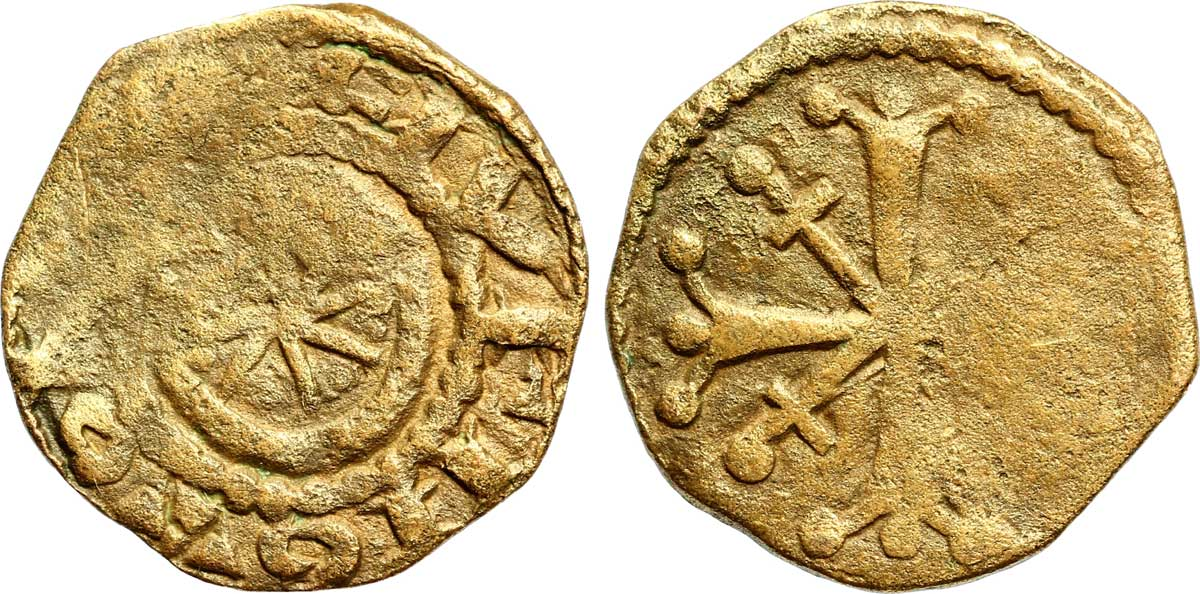
Pougeoise de la Terre Sainte, Comté de Tripoli sous Raymond III de Tripoli (1152-1187).

Il succède à son père comme comte de Tripoli et combat les armées de Nur ad-Din pendant les années qui suivent. Il est fait prisonnier en 1164 et les intrigues politiques, ainsi que l’état de sa trésorerie (pour payer sa rançon) ne permettent sa libération qu’en 1172.
En 1174, il devient prince de Galilée et de Tibériade par son mariage avec Echive de Bures, veuve de Gautier de Saint-Omer. Ce mariage fait de lui l'un des plus puissants seigneurs d’outremer, mais le livre aux intrigues de la cour de Jérusalem. Le roi Amaury Ier vient de mourir. Son fils Baudouin IV, encore mineur, est malheureusement atteint de la lèpre. Raymond assure la régence du royaume de Jérusalem de 1174 à 1176, mais ses conseils de prudence ne sont pas toujours suivis.

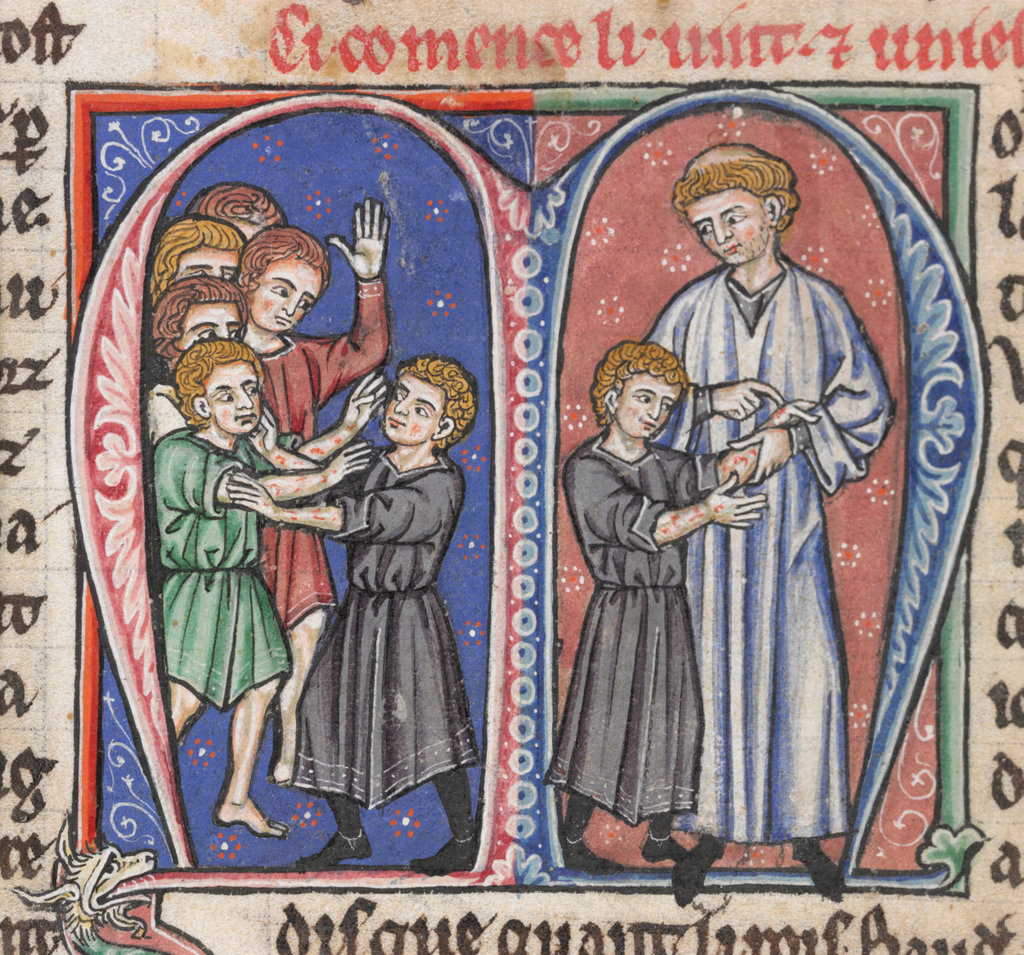
Baudouin IV le lépreux et Guillaume de Tyr.

Nur ad-Din meurt peu après Amaury et ses fils lui succèdent à Alep, Mossoul et Damas ; tandis que Saladin, qui avait déjà manifesté son autonomie, gouverne l’Égypte. Il ne tarde pas à éliminer les fils de Nur ad-Din et à s’emparer de Damas, réalisant ainsi l'unité de l’Égypte et de la Syrie et encerclant les États croisés. Raymond, Guillaume de Tyr et une partie des barons francs comprennent le danger, tandis qu’une autre faction, autour de la reine mère Agnès de Courtenay et de Renaud de Châtillon, cherchent l'affrontement, insensibles à la menace.
Pour contrer Saladin, Raymond prône une alliance avec Alep, également menacé par Saladin. Cette alliance lui sera reprochée à plusieurs reprises et il est qualifié d’« ami des musulmans » par ses adversaires politiques. À la majorité de Baudouin, il demeure conseiller du roi, mais ce dernier balance régulièrement entre les deux partis.
Raymond est à nouveau régent pendant le règne de Baudouinet de 1185 à 1186. Mais à la mort de celui-ci, il ne peut empêcher le couronnement de Guy de Lusignan, candidat de la faction opposée. Ce dernier, dénué de tout sens politique et stratégique, décide de se porter à la rencontre de Saladin dans des circonstances particulièrement défavorables, plutôt que d’attendre Saladin comme le conseillait Raymond et les chevaliers de l’Hôpital. Ils parviennent à faire changer Guy d’avis, avant que celui-ci ne se ravise, et ne précipite son armée au désastre. Il accuse Raymond de couardise, alors même qu’Eschive est assiégée dans Tibériade. Guy est vaincu et la chevalerie franque écrasée à la bataille de Hattin le 4 juillet 1187. Raymond en réchappe en perçant les lignes ennemies, mais, isolé avec son avant-garde, il fuit vers Tyr.
N’ayant plus de résistance devant lui, Saladin s’empare de la Galilée dans les jours qui suivent, prend les différents ports de Terre sainte durant l’été, puis assiège et prend Jérusalem en octobre 1187.
Raymond, qui a pris part à la bataille de Hattin, échappe au désastre et se réfugie à Tripoli, où il meurt peu après en septembre 1187.

## Mariage
Il épouse le 1er octobre 1174 Echive de Bures, veuve de Gautier de Saint-Omer, prince de Galilée et seigneur de Tibériade, et sœur d'Elinard et de Guillaume II, princes de Galilée et seigneurs de Tibérias. Aucun enfant n’est né de ce mariage.
Son beau-fils Hugues II de Saint-Omer lui succède comme prince (titulaire) de Galilée, tandis que le comté de Tripoli revient à un lointain cousin, Raymond IV de Poitiers-Antioche.

## Adaptation cinématographique
Raymond est mis en scène dans le film Kingdom of Heaven de Ridley Scott sorti en 2005. Il y est joué par Jeremy Irons, et n'apparaît que sous le nom de Tiberias (Tiberiade en anglais), pour éviter les confusions avec le nom de Renaud de Châtillon et la ville de Tripoli en Libye. Le scénario ne le fait pas participer à la bataille de Hattin. De plus, le personnage du film est également inspiré de Guillaume de Tyr, notamment car c’est ce dernier qui fut le précepteur de Baudouin IV le Lépreux, ainsi que la première personne à avoir diagnostiqué sa maladie.